# Mulgrave-et-Derry
Mulgrave-et-Derry es un municipio canadiense situado en la provincia de Quebec.

## Superficie
Mulgrave-et-Derry tiene una superficie de 289,52 km².

## Demografía
En 2021, tenía 461 habitantes, una densidad poblacional de 1,6 hab./km², y 476 viviendas.